# Косеканс хиперболични
Косеканс хиперболични је хиперболична, непарна, монотоно опадајућа функција. Дефинише се као:
{\displaystyle \operatorname {cosech} \;x={\frac {1}{\operatorname {sinh} \;x}}={\frac {2}{e^{x}-e^{-x}}}}